# Латина (футбольный клуб)
«Лати́на» (итал. Latina Calcio 1932) — итальянский футбольный клуб из одноимённого города, выступающий в Серии C, третьем по силе дивизионе чемпионата Италии. Основан в 1932 году, затем неоднократно реорганизовывался. Домашние матчи проводит на арене «Доменико Франчиони», вмещающей 9398 зрителей. «Латина» никогда в своей истории не поднимался в Серию A, лучшим достижением клуба является третье место в Серии B. Всего в сериях С и С1, то есть третьем уровне итальянского футбола клуб провёл 10 сезонов.

## Сезоны по дивизионам

Прежний логотип «Латины»

- Серия B — 2 сезона.
- Серия С (С1) — 11 сезонов.
- Серия С2 — 15 сезонов.
- Серия D — 14 сезонов.